# Filosofía posmoderna
La filosofía posmoderna o posmodernismo es una corriente filosófica que asume que se han sobrepasado las ideas que han caracterizado a la modernidad y a la Ilustración. La filosofía posmoderna surgió sobre todo en los años 1960, especialmente en Francia (lo que los estadounidenses denominaron con el nombre de French theory). Este nombre agrupa pensamientos que desarrollan una fuerte crítica a la tradición y la racionalidad propias de la Modernidad occidental. La filosofía posmoderna propone nuevas formas de cuestionar y leer los textos y la historia, influenciada sobre todo por el marxismo, las críticas de Kierkegaard y Nietzsche a la racionalidad, la fenomenología de Husserl y Heidegger, el existencialismo de Sartre, el psicoanálisis de Freud y Lacan y el estructuralismo de Lévi-Strauss, así como por la lingüística y la crítica literaria. El término fue popularizado sobre todo por Lyotard en su obra La condición posmoderna.
Se incluyen detrás de esta denominación filósofos como Foucault, Derrida o Deleuze, así como Althusser, Castoriadis, Lyotard, Baudrillard, Guattari, Irigaray, Badiou, Nancy o Kristeva en Francia; Feyerabend, Cavell, Rorty, Jameson, Butler en los Estados Unidos; Vattimo, Perniola o Agamben en Italia; Sloterdijk en Alemania o Žižek en Eslovenia, así como muchos otros. Mantienen en común una postura de crítica, desconfianza y libertad e incluso ruptura con las tradiciones ideológicas de la modernidad occidental. Sin embargo, tanto la unidad de estos pensamientos como el nombre con el que se agrupan plantean numerosos desacuerdos.

## Características comunes y diferencias

### Puntos en común

#### Surgimiento
La filosofía posmoderna agrupa a un conjunto de estudios críticos realizados entre los años 1950 y los años 1970 y años 1980. Respecto a la filosofía moderna y sus tendencias universalistas y racionalistas, la filosofía posmoderna o bien rechaza estas tendencias o bien pretende tomar distancia de ellas para poder llevar a cabo un mejor análisis de las mismas. Sus trabajos, a su vez, heredan conceptos de los pensadores de la sospecha de finales del siglo XIX y principios del siglo XX: Karl Marx, Friedrich Nietzsche y Sigmund Freud. Asimismo, la filosofía posmoderna se despliega en otros trabajos del existencialismo, postestructuralismo, la deconstrucción, el multiculturalismo y parte de la teoría de la literatura. Además, se muestra especialmente escéptica con el desarrollo tradicional del discurso de la filosofía, la literatura, la política, las ciencias, etc.
La idea de una filosofía posmoderna tomó cuerpo especialmente en los Estados Unidos, debido a cierta lectura de algunos autores franceses cuyas ideas principales fueron aglutinadas bajo el término French theory (Teoría francesa).

#### Postulados y conceptos

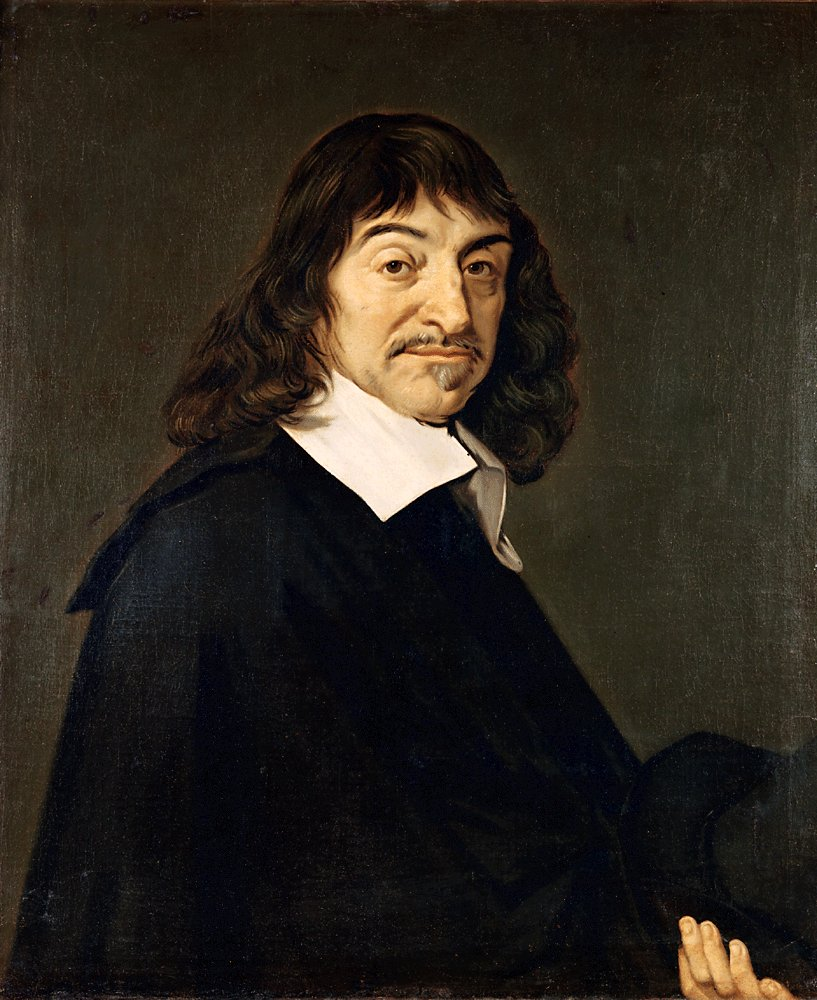
La filosofía posmoderna rompe con los principales elementos de la Modernidad que se inauguran con el filósofo francés René Descartes.

La filosofía posmoderna rompe en general con la primacía del sujeto y la razón. Asimismo, rompe también con las tradiciones filosóficas e ideológicas europeas heredadas del Siglo de las Luces, así como con la búsqueda de un sistema racional universal como las que se daban en el kantismo y el hegelianismo. Es en este sentido como Jacques Derrida propuso deconstruir lo que él denominó logocentrismo. Con este término, Derrida se refiere al primado de la razón sobre todo aquello que es irracional, así como al modo en que la razón se arroga el derecho para definir qué es racional y qué no y rechazar todo lo que no lo sea. Este sistema logocéntrico está, según Derrida, a su vez acoplado al etnocentrismo, por lo que el primado de la razón sería además el primado de la razón occidental. Además, el logocentrismo acaba transformándose en falogocentrismo, por lo que el primado de la razón, del logos, es a su vez el primado de lo masculino.
Las filosofías posmodernas desconfían a su vez de las dicotomías binarias que se extienden y dominan la ontología occidental, tales como las oposiciones entre verdadero y falso; cuerpo y espíritu; sociedad e individuo; libertad y determinismo; presencia y ausencia; dominación y sumisión o masculino y femenino. Estas presuposiciones del pensamiento son atacadas para poner en su lugar consideraciones acerca de los matices, las diferencias y las sutilezas que difuminan e impiden que esas dicotomías sean tan claras como lo pretende la metafísica tradicional occidental.
Además, la filosofía posmoderna (especialmente en los casos de Foucault y Agamben) subraya la importancia de las relaciones de poder en la formación de los discursos de una época, así como de la personalización del discurso en la construcción de la verdad y de las opiniones aceptadas universalmente.
Esquemáticamente, la modernidad (como período que transcurre entre las filosofías de Descartes y de Hegel) está articulada en torno a unas tendencias generales como:
- Creencia en visiones omnicomprensivas del mundo: capaces de otorgar legitimidad filosófica a ciertas formas de acceder al conocimiento y a ciertas formas de la acción.
- Pensar en términos de novedad y superación: es decir, la tendencia a identificar lo nuevo con lo mejor y lo que se gasta como lo que ha sido superado.
- Concebir la historia en términos de emancipación: es decir, como un transcurso progresivo en el que unos intelectuales conocen los fines (libertad, igualdad, bienestar, etc.) y los medios idóneos para llegar a ellos (la Ilustración, la tecnociencia, etc.).
- Concebir al hombre como dominador de la naturaleza: así como la exaltación de la ciencia, con la reducción de toda realidad a un objeto homologable y formalizable a términos experimentales. Esto tiene como consecuencia que se identifique, en la modernidad, a la razón con la razón científica.
- Pensar según las categorías de unidad y totalidad: de tal forma que se subordina la multiplicidad de eventos heterogéneos a jerarquías fuertes que giran en torno a un único centro y a un único horizonte posible de sentido (ontológico, histórico, epistemológico, etc.)

Frente a estas ideas, los posmodernos plantean otra serie de postulados que, sin embargo, no pretenden ser entendidos como una simple inversión de la modernidad:
- Desconfianza en el saber omniabarcante y legitimador: los posmodernos proponen formas de pensamiento débiles (Vattimo) o inestables (Lyotard) de la racionalidad, basadas en la convicción de la inexistencia de fundamentos últimos o únicos del saber y de la acción.
- Rechazo al énfasis de lo nuevo y de la categoría de superación.
- Renuncia a concebir la historia como un proceso universal o necesario: para los posmodernos, no existe ninguna forma garantizada de la humanidad para alcanzar algo así como la emancipación o el progreso. Esto se traduce en una desconfianza programática hacia cualquier tipo de propuesta salvífica definitiva que pueda acabar con todos los males de la humanidad.
- Rechazo a identificar la razón con la razón científico-técnica: los posmodernos rehúsan concebir al hombre como amo de la naturaleza, sensibilidad que conecta a la posmodernidad con el ecologismo, como reacción contra los efectos destructivos de la dominación tecnológica en la naturaleza y como búsqueda de formas y culturas alternativas para vivir y habitar el mundo.
- Énfasis en el paradigma de la multiplicidad: frente al paradigma de la unidad, se mantiene la idea de que «el mundo no es uno, sino muchos» (Vattimo).

## Historia

### Filosofía de ladiferencia

#### General
Se suele considerar que los filósofos que inauguraron la filosofía posmoderna fueron Jean-François Lyotard, Michel Foucault, Gilles Deleuze, Jean Paul Sartre, Simone de Beauvoir y Jacques Derrida. Esto es así porque aunque nunca reclamaron el calificativo de posmodernos, habrían contribuido a crear la atmósfera intelectual en la que la filosofía posmoderna pudo florecer.
Además, aunque pueda constatarse que estos filósofos se sitúan en perspectivas muy distintas entre sí, comparten entre ellos un concepto fundamental: la diferencia. Cada uno de estos autores plantea el concepto de distinta forma e incluso con nombres diferentes, pero mantienen en común el rechazo a toda objetivación y el propósito de mantenerse en el horizonte de la vida y del significado por sí mismos.

#### Gilles Deleuze: las diferencias

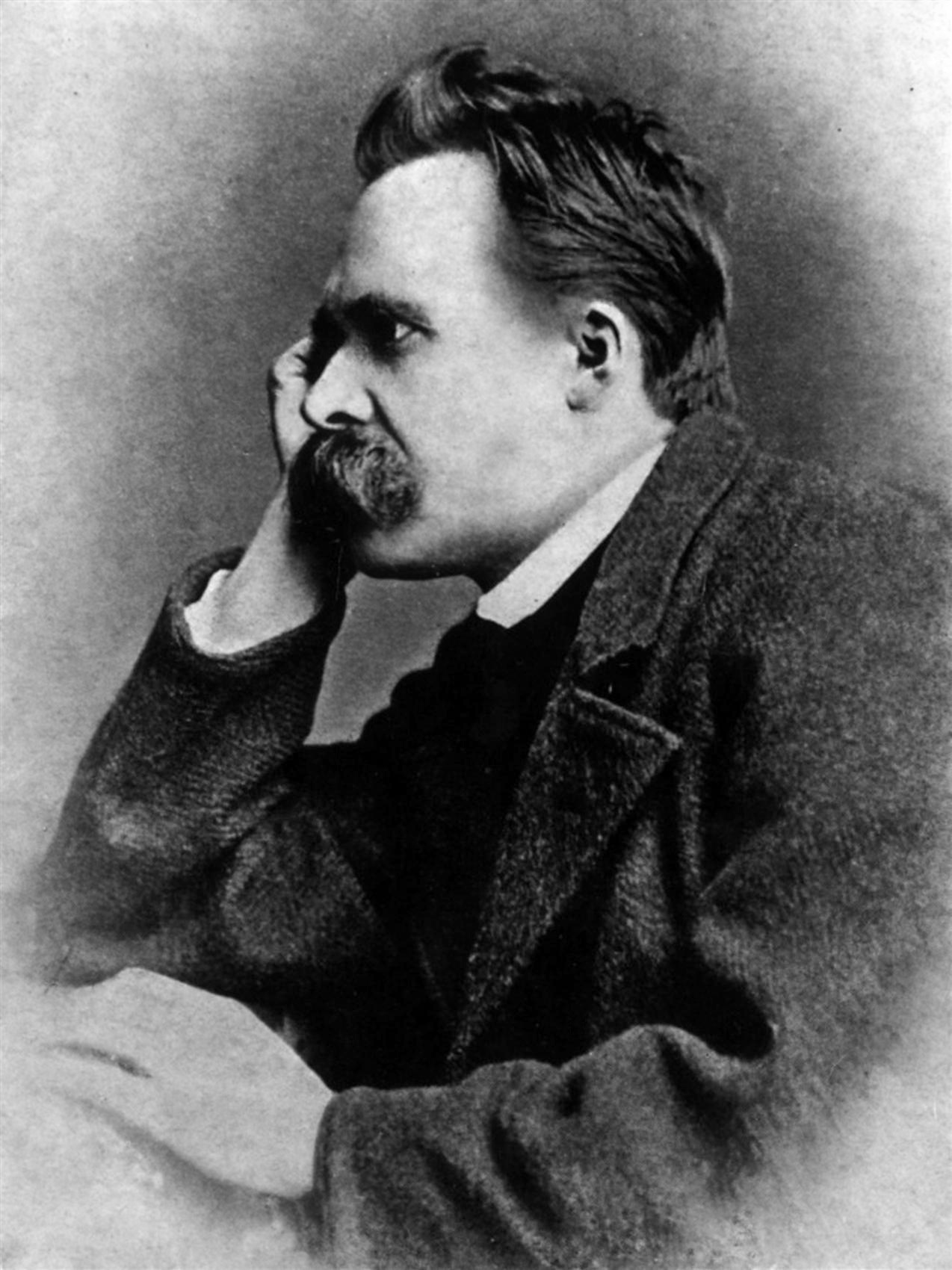
El filósofo alemán Friedrich Nietzsche es reconocido como uno de los principales precursores de la filosofía posmoderna.

La diferencia deleuziana proviene principalmente de una reflexión acerca del eterno retorno nietzscheano y de la multiplicidad de Bergson. En Nietzsche y la filosofía, Deleuze trata de interpretar a Nietzsche contra la dialéctica hegeliana, es decir, trata de pensar una diferencia que nunca es incorporada de nuevo al logos, ni a la razón ni al concepto.

#### Jacques Derrida: ladifférance
La différance derridiana está basada en dos fuentes principales, que son distintas a las que utiliza Deleuze y que incluso son aquellas a las que este se opone: Identidad y diferencia de Heidegger y la dialéctica de los opuestos en Hegel y Schelling. La tentativa derridiana de pensar el proceso de différance se inscribe en la línea de otros intentos de Schelling, Heidegger o Bataille por pensar esta diferencia, que es una negatividad absoluta que excedería el sistema hegeliano, no desde fuera o contra él, sino desde el interior del propio sistema. El resultado es el concepto de différance, que aglutina la diferenciación que crea las diferencias y que difiere en un sentido temporal.
Asimismo, Derrida también desarrolló el concepto de deconstrucción, inspirado a partir del concepto heideggeriano de Destruktion. La deconstrucción plantea la filosofía como una forma de crítica de los textos. Ataca principalmente el hecho de que la filosofía occidental ha privilegiado siempre los conceptos de presencia y de logos, que se manifiestan a través de la palabra. En cambio, la ausencia y la huella, que se manifiestan en la escritura, estarían en un segundo plano. De esta forma, Derrida pretende deconstruir el logocentrismo. Como parte de este proyecto, reformuló la cultura humana como una red inconexa de marcas y escritos que proliferan y en los que el autor está ausente.
El propósito principal de la deconstrucción es, de este modo, revelar la différance que determina el espacio de lo que tiene o no sentido, aplicado a todo texto que reclame su propia coherencia.

#### Jean-François Lyotard: la disputa

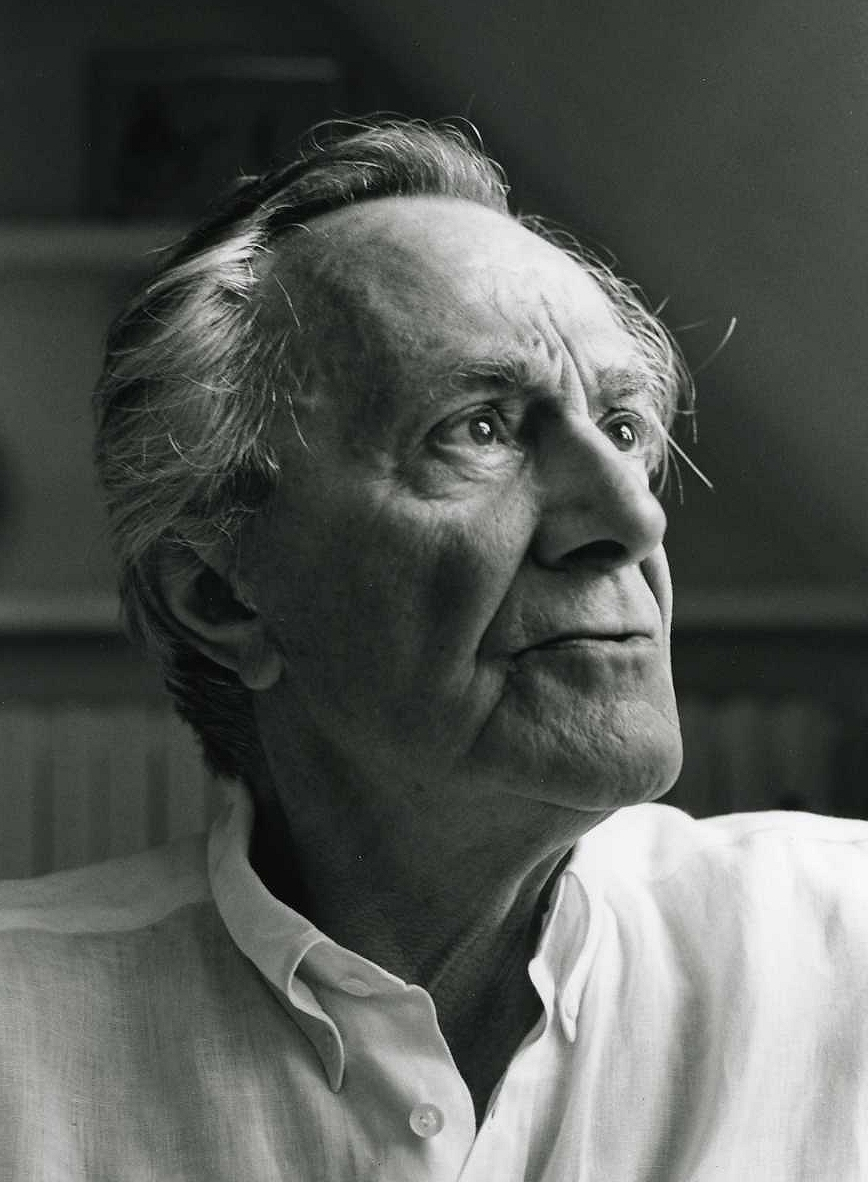
Con su libro La condición posmoderna, Lyotard dio cuerpo a la filosofía posmoderna.

En los trabajos de Jean-François Lyotard se deja entrever un interés por el papel de la narración en la cultura humana y, particularmente, en el papel que esa narración adopta cuando abandonamos la Modernidad para entrar en la condición posmoderna o post-industrial. Lyotard mantiene que las filosofías modernas legitiman sus pretensiones de alcanzar la verdad no sobre bases lógicas o empíricas, tal como ellas lo pretenderían, sino sobre historias aceptadas (llamadas metarrelatos) acerca del conocimiento del mundo (lo que Ludwig Wittgenstein denominó juegos del lenguaje). Además, Lyotard afirma que, en nuestra condición posmoderna, ya no es posible legitimar estas «pretensiones de verdad». Entonces, se plantea la cuestión de cómo formular juicios cuando ya no hay reglas sobre el juicio a las cuales se pueda apelar. Es también la incapacidad de las víctimas para ser escuchadas. Esto sugiere que, como parte del colapso de las narraciones modernas, los humanos desarrollan un nuevo juego de lenguaje. Este nuevo juego ya no reivindica la verdad absoluta, sino que más bien glorifica un mundo de relaciones que están cambiando continuamente.

#### Michel Foucault: la singularidad de laepisteme
Michel Foucault aborda la filosofía posmoderna desde una perspectiva histórica basada en el estructuralismo, aunque al mismo tiempo rechaza la filosofía posmoderna, ya que reformula la historia y desestabiliza los marcos filosóficos del pensamiento occidental. Asimismo, en sus trabajos Foucault examina la manera en que el conocimiento está determinado y es modificado por el ejercicio del poder.
Sin embargo, aunque tanto Foucault como Derrida son citados como filósofos posmodernos, cada uno ha rechazado las conclusiones del otro. Como Lyotard, ambos son escépticos respecto a la posibilidad de encontrar verdades absolutas o universales. No obstante, a diferencia de Lyotard, sus tendencias son más pesimistas respecto a las posibilidades liberadoras de algún nuevo juego del lenguaje. Por esto, algunos han preferido llamarlos más bien postestructuralistas que posmodernos.[cita requerida]

### La posmodernidad americana

#### Filosofía posmoderna y posanalítica
La filosofía posmoderna ha estado en cierta medida influenciada por las críticas de Ludwig Wittgenstein a la Filosofía analítica. Hay que añadirle a esto los trabajos de Thomas Kuhn en Filosofía de la ciencia con su libro La estructura de las revoluciones científicas.

#### Richard Rorty
En los Estados Unidos, el filósofo posmoderno más conocido es sin duda Richard Rorty. Filósofo analítico en sus comienzos, Rorty sostiene que la suma de la crítica de la distinción analítico-sintético de W.V.O. Quine y la crítica de Wilfrid Sellars al mito de lo dado permite abandonar la concepción del pensamiento y del lenguaje como espejos de una realidad o de un mundo externo. Más aún, mientras comenta la crítica al dualismo entre esquema conceptual y contenidos empíricos de Donald Davidson, Rorty nos invita a preguntarnos si nuestros conceptos particulares están relacionados adecuadamente con el mundo, o si podemos justificar nuestras formas de describir el mundo frente a otras formas de hacerlo. Afirma Rorty que la verdad no se encuentra en la adecuación o la representación de lo real, sino que ella pertenece a las prácticas sociales y el lenguaje es lo que sirve a nuestros intereses durante un periodo de tiempo determinado (de esta manera, las lenguas antiguas son intraducibles porque tienen un vocabulario que hoy en día sería inútil).

#### Cultural studiesyFrench theory

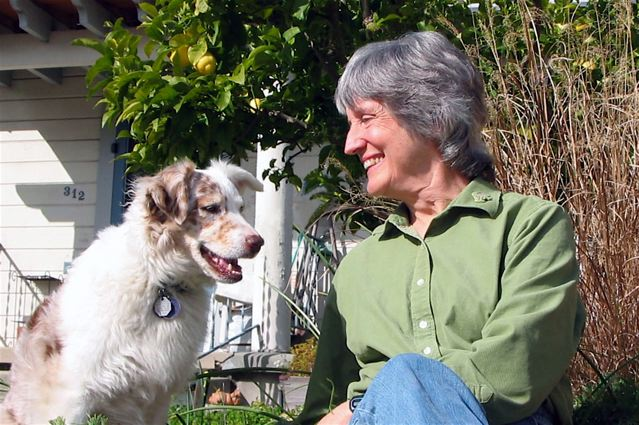
Donna Haraway es una de las principales figuras de la filosofía posmoderna estadounidense.

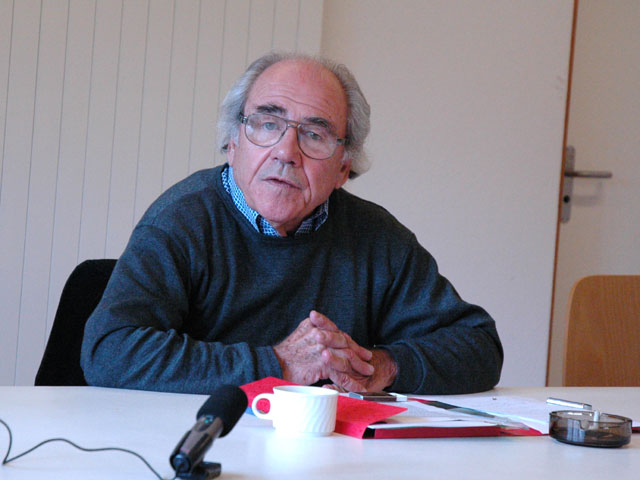
Jean Baudrillard es uno de los más destacados filósofos del ámbito de la posmodernidad.

Bajo el nombre de French theory (del inglés teoría francesa) se aglutina un conjunto de teorías filosóficas, literarias y sociales en el que la noción derridiana de deconstrucción ocupa un lugar central y que comenzaron a desarrollarse a partir de los años 1970 en Estados Unidos.
Su nombre, teoría francesa, proviene de las fuertes influencias que ejercieron autores franceses en esta corriente, como Jacques Derrida, Gilles Deleuze, Simone de Beauvoir, Michel Foucault, Jacques Lacan, Félix Guattari, Luce Irigaray, Jean-François Lyotard, Jean Baudrillard, Jacques Rancière, Claude Lévi-Strauss o Julia Kristeva entre otros. La influencia de estos autores se dejó notar en las obras de otros tantos, como Richard Rorty, Donna Haraway, Fredric Jameson, Edward Said o Gayatri Chakravorty Spivak.

## Posmodernismo y postestructuralismo
La filosofía posmoderna mantiene bastantes similitudes con el posestructuralismo. Normalmente, la consideración de ambos como idénticos o como diferentes depende de la visión de cada uno. Los detractores de alguna de las dos corrientes a menudo unen ambas como una sola; mientras que aquellos que defienden alguna de las dos suelen encontrar sutiles diferencias entre ellas.[cita requerida]

## Críticas a la filosofía posmoderna
El método de escritura empleado por algunos filósofos posmodernos fue atacado de forma virulenta por los físicos Alan Sokal y Jean Bricmont. Alan Sokal, respondiendo al uso —según él abusivo e inapropiado— de términos de las ciencias físicas y matemáticas en un contexto filosófico o social, produjo un falso artículo construido a partir de citas de otros trabajos considerados posmodernos. Envió dicho artículo a la revista Social text, que lo aceptó, así como envió un segundo artículo descubriendo el engaño. Esta publicación desató una fuerte controversia conocida como escándalo Sokal.